# Finike
Finike – miasto w Turcji, w prowincji Antalya. W 2017 roku liczyło 14 703 mieszkańców. Siedziba dystryktu.